# Medway (rivier)

De rivieren in het graafschap Kent

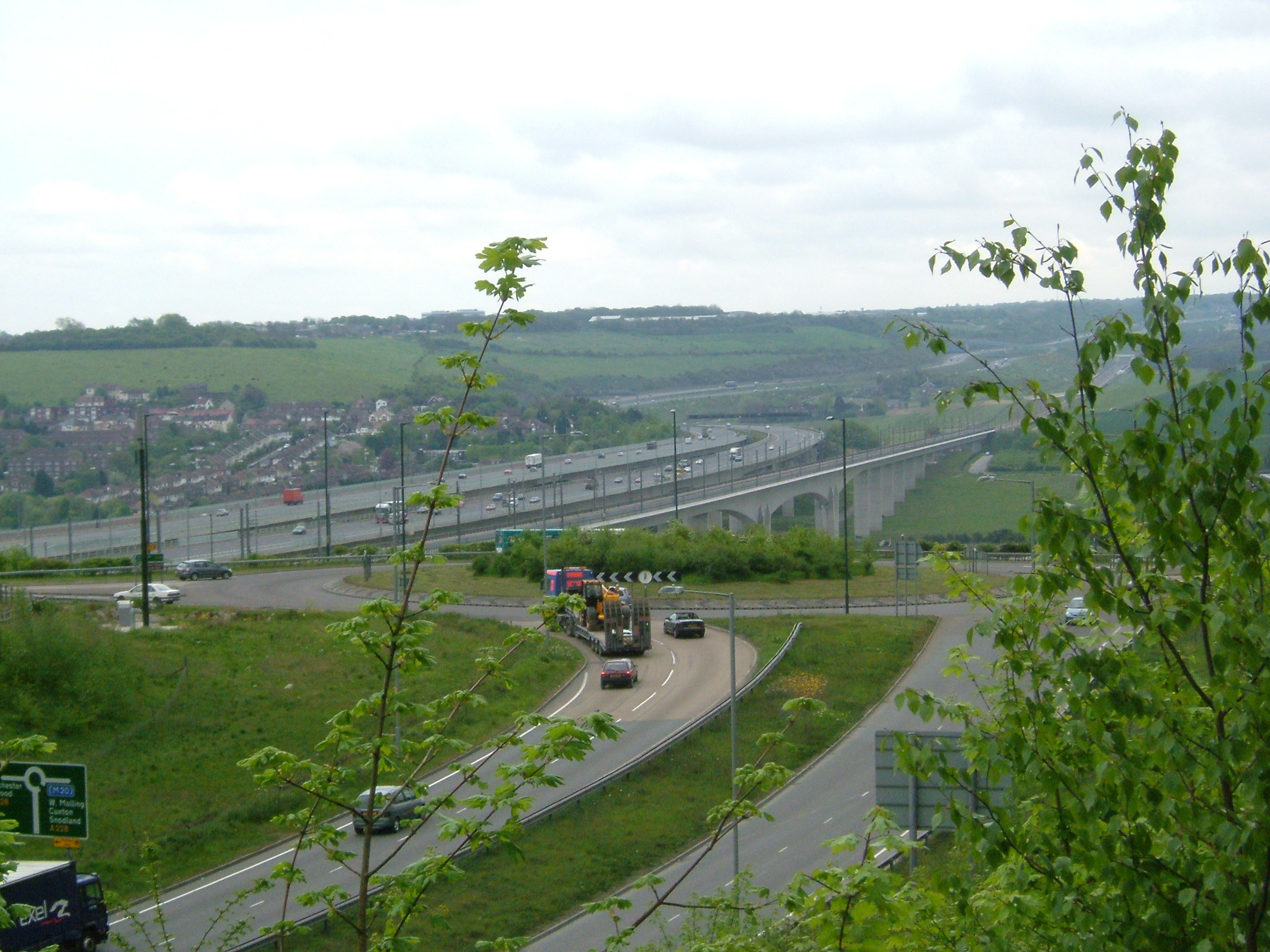
De spoorbrug voor de hogesnelheidslijn Parijs-Londen en de twee autowegbruggen.

De Medway is een rivier in Engeland van 112 km die stroomt van het graafschap West Sussex, door Tonbridge, Maidstone, Aylesford en Rochester in het graafschap Kent naar de Theems.
Tot 1746 kon niet verder gevaren worden dan Tonbridge, maar in 1828 werd de bevaarbaarheid verbeterd tot aan Leigh.
De Medway verdeelt het graafschap Kent in twee, in een oostelijk en een westelijk deel. Pas in 1814 werd het graafschap samengevoegd.
In 2003 werd een 1,3 km lange spoorbrug voor de hogesnelheidslijn Parijs-Londen aangelegd nabij het plaatsje Cuxton. Een autoweg (M2) loopt er naast.
De Medway is beroemd geworden tijdens de Tweede Engelse Oorlog in 1667 toen een vloot onder leiding van Michiel de Ruyter de Medway opvoer en de Engelse vloot die daar opgelegd was voor een deel in brand stak: de befaamde Tocht naar Chatham.
In 1942 werd hier de eerste onderzeese oliepijpleiding aangelegd tijdens Operatie Pluto.
- Library of Congress Control Number: sh85083255
- Nationale Bibliotheek van Israël: 987007563015205171
- Virtual International Authority File: 315149263
- WorldCat: E39PBJdGRK4943ffdFFfqHDyVC